# ハギッツピラー
ハギッツピラー（英語: Haggits Pillar）とは、南極海（ロス海）のスコット島のそばに存在する海食柱。